# Групна фаза УЕФА Лиге шампиона 2018/19.
Групна фаза УЕФА Лиге шампиона 2018/19. је почела 18. септембра и завршила се 12. децембра 2018. године. Укупно 32 клуба су се такмичила у групној фази Лиге шампиона, 16 клубова је прошло у нокаут фазу Лиге шампиона, а 8 клубова се директно пласирало у нокаут фазу Лиге Европе.

## Жреб
Жреб за групну фазу одржан је 30. августа 2018, 18:00 CEST, у Грималди Форуму у Монаку.
32 клуба су извучена у осам група од по четири клуба у једној групи, уз ограничење да се клубови из исте државе не могу наћи у истој групи. На извлачењу, клубови су били подељени у четири шешира на основу следећих принципа:
- У Шеширу 1 су били носилац титуле Лиге шампиона, носилац титуле Лиге Европе и прваци шест најбољих лига на основу њихових УЕФА коефицијената за 2017.[4] Ако су носилац Лиге Шампиона или Лиге Европе били један од шампиона првих шест најбољих лига, шампиони лиге који су били рангирани седми (а можда и осми) су се такође нашли у Шеширу 1.
- У Шеширима 2, 3 и 4 су се нашли преостали клубови, поређани на основу њихових УЕФА клупских коефицијената 2018.[5]

Дана 17. јула 2014, комисија за хитне случајеве УЕФА је одлучила да украјински и руски клубови неће моћи играти једни против других "до даљњег" због политичких немира међу земљама.
Извлачење група је контролисано за клубове из истих лига како би поделили тимове равномерно у две од четири групе (А – Д, Е – Х) за максималну телевизијску покривеност. У свакој утакмици, једна од четири групе је одиграла своје утакмице у уторак, док је други од четири групе одиграла своје мечеве у среду, са две групе наизменично између сваког дана. УЕФА је најавила следеће парове након потврђивања групних тимова:
- Шпанија: Реал Мадрид и Барселона, Атлетико Мадрид и Валенсија.
- Немачка: Бајерн Минхен и Борусија Дортмунд, Шалке 04 и Хофенхајм.
- Енглеска: Манчестер Сити и Тотенхем, Манчестер јунајтед и Ливерпул.
- Италија: Јувентус и Интер Милано, Наполи и Рома.
- Француска: Пари Сен Жермен и Олимпик Лион.
- Русија: Локомотива Москва и ЦСКА Москва.
- Португал: Порто и Бенфика.
- Холандија: ПСВ Ајндховен и Ајакс.

О распореду утакмица је одлучивано након извлачења група, користећи компјутерски нацрт који није приказан јавности, са следећим редоследом утакмица:
| Коло    | Датум                  | Меч          |
| ------- | ---------------------- | ------------ |
| 1. коло | 18–19. септембар 2018. | 2 v 3, 4 v 1 |
| 2. коло | 2–3. октобар 2018.     | 1 v 2, 3 v 4 |
| 3. коло | 23–24. октобар 2018.   | 3 v 1, 2 v 4 |
| 4. коло | 6–7. новембар 2018.    | 1 v 3, 4 v 2 |
| 5. коло | 27–28. новембар 2018.  | 3 v 2, 1 v 4 |
| 6. коло | 11–12. децембар 2018.  | 2 v 1, 4 v 3 |

Било је ограничења у распореду: на пример, тимови из истог града (нпр. Реал Мадрид и Атлетико Мадрид) уопште нису били у распореду да играју код куће истог дана (да би избегли да се играју код куће истог дана или узастопно, због логистике и контроле гужве), а тимови из "зимских земаља" (нпр. Русија) нису били у распореду да играју код куће на последњем мечу (због хладног времена).

## Тимови
Испод су клубови учесници (са својим УЕФА клупским коефицијентима из 2018. године), груписани по шеширима за распоред по групама. То укључује:
- 26 тимова који улазе у ову фазу
- 6 победника доигравање рунде (4 из Стазе првака, 2 из Стазе лиге)

| Легенда:                                                                |
| ----------------------------------------------------------------------- |
| Победник групе и другопласирани пролазе у осмину финала.                |
| Трећепласирани тим наставља такмичење у шеснаестини финала Лиге Европе. |

| Ранг | Клуб              | Коеф.   |
| ---- | ----------------- | ------- |
| ЛШ   | Реал Мадрид       | 162.000 |
| ЛЕ   | Атлетико Мадрид   | 140.000 |
| 1    | Барселона         | 132.000 |
| 2    | Бајерн Минхен     | 135.000 |
| 3    | Манчестер Сити    | 100.000 |
| 4    | Јувентус          | 126.000 |
| 5    | Пари Сен Жермен   | 109.000 |
| 6    | Локомотива Москва | 22.500  |

| Клуб               | Напомена   | Коеф.  |
| ------------------ | ---------- | ------ |
| Борусија Дортмунд  |            | 89.000 |
| Порто              |            | 86.000 |
| Манчестер јунајтед |            | 82.000 |
| Шахтар             |            | 81.000 |
| Бенфика            | Стаза лиге | 80.000 |
| Наполи             |            | 78.000 |
| Тотенхем           |            | 67.000 |
| Рома               |            | 64.000 |

| Клуб          | Напомена     | Коеф.  |
| ------------- | ------------ | ------ |
| Ливерпул      |              | 62.000 |
| Шалке 04      |              | 62.000 |
| Олимпик Лион  |              | 59.500 |
| Монако        |              | 57.000 |
| Ајакс         | Стаза лиге   | 53.500 |
| ЦСКА Москва   |              | 45.000 |
| ПСВ Ајндховен | Стаза првака | 36.000 |
| Валенсија     |              | 36.000 |

| Клуб            | Напомена     | Коеф.  |
| --------------- | ------------ | ------ |
| Викторија Плзен |              | 33.000 |
| Клуб Бриж       |              | 29.500 |
| Галатасарај     |              | 29.500 |
| Јанг Бојс       | Стаза првака | 20.500 |
| Интер Милано    |              | 16.000 |
| Хофенхајм       |              | 14.285 |
| Црвена звезда   | Стаза првака | 10.750 |
| АЕК Атина       | Стаза првака | 10.000 |

## Формат
У свакој групи, тимови су играли један против другог у двокружном формату. Победници и другопласирани су напредовали у нокаут фазу Лиге шампиона, док су се трећепласирани тимови пласирали у нокаут фазу Лиге Европе.

### Правила
Ако два или више тимова имају исти број бодова по завршетку фазе такмичења примењују се следећи критеријуми:
1. Већи број освојених бодова на међусобним утакмицама ових тимова;
2. Боља гол разлика на међусобним утакмицама ових тимова;
3. Већи број постигнутих голова у међусобним утакмицама  тимова;
4. Већи број постигнутих голова у гостима на међусобним утакмицама ових тимова ;
5. Ако су након примене критеријума од 1 до 4, тимови и даље изједначени, критеријуми 1. до 4. примењују се поново искључиво на утакмицама између тимова за одређивање њихове коначне ранг листе. Ако се овај поступак не доводи до решења, критеријуми за 6 до 10 примењује;
6. Боља гол разлика у свим групним мечевима;
7. Већи број датих голова у свим групним мечевима;
8. Већи број голова постигнутих голова у свим групним мечевима одиграних у гостима;
9. Већи број победа у свим мечевима;
10. Већи број победа у гостима у свим групним мечевима;
11. Фер плеј се спроводи на све групне мечеве (1 поен за жути картон, 3 поена за црвени картон као последицу два жута картона, 3 поена за директан црвени картон) тим који има мањи број поена пролази даље;
12. УЕФА клупски коефицијент.

## Групе
Утакмице су игране: 1. коло 18—19. септембра, 2. коло 2—3. октобра, 3. коло 23—24. октобра, 4. коло 6—7. новембра, 5. коло 27—28. новембра и 6. коло 11—12. децембра 2018. Утакмице су почињале у 21:00 CET / CEST, са два меча сваког уторка и среде, заказаних за 18:55 CET / CEST.
Времена су CET / CEST, како наводи УЕФА (локална времена, ако су различита, су у заградама).

### Група А
| Клуб              | АТМ | БОР | МОН | КБР |
| ----------------- | --- | --- | --- | --- |
| Атлетико Мадрид   | –   | 2:0 | 2:0 | 3:1 |
| Борусија Дортмунд | 4:0 | –   | 3:0 | 0:0 |
| Монако            | 1:2 | 0:2 | –   | 0:4 |
| Клуб Бриж         | 0:0 | 0:1 | 1:1 | –   |

| Табела               | ИГ | Д | Н | И | ГД | ГП | ГР  | Бод. |
| -------------------- | -- | - | - | - | -- | -- | --- | ---- |
| 1. Борусија Дортмунд | 6  | 4 | 1 | 1 | 10 | 2  | +8  | 13   |
| 2. Атлетико Мадрид   | 6  | 4 | 1 | 1 | 9  | 6  | +3  | 13   |
| 3. Клуб Бриж         | 6  | 1 | 3 | 2 | 6  | 5  | +1  | 6    |
| 4. Монако            | 6  | 0 | 1 | 5 | 2  | 14 | -12 | 1    |

| Клуб Бриж | 0:1    | Борусија Дортмунд |
| --------- | ------ | ----------------- |
|           | Детаљи | Пулишић 85’       |

| Монако       | 1:2    | Атлетико Мадрид           |
| ------------ | ------ | ------------------------- |
| Грандсир 18’ | Детаљи | Коста 49’ · Хименез 45+1’ |

| Атлетико Мадрид               | 3:1    | Клуб Бриж      |
| ----------------------------- | ------ | -------------- |
| Гризман 28’, 67’ · Коке 90+4’ | Детаљи | Гроеневелд 39’ |

| Борусија Дортмунд                          | 3:0    | Монако |
| ------------------------------------------ | ------ | ------ |
| Брун Ларсен 51’ · Алкасер 72’ · Ројс 90+2’ | Детаљи |        |

| Клуб Бриж | 1:1    | Монако   |
| --------- | ------ | -------- |
| Визли 39’ | Детаљи | Сила 31’ |

| Борусија Дортмунд                         | 4:0    | Атлетико Мадрид |
| ----------------------------------------- | ------ | --------------- |
| Витсел 38’ · Гереиро 73’, 89’ · Санчо 83’ | Детаљи |                 |

| Монако | 0:4    | Клуб Бриж                                         |
| ------ | ------ | ------------------------------------------------- |
|        | Детаљи | Ванакен 12’, 17’ (пен.) · Мораеш 24’ · Вормер 85’ |

| Атлетико Мадрид        | 2:0    | Борусија Дортмунд |
| ---------------------- | ------ | ----------------- |
| Саул 33’ · Гризман 80’ | Детаљи |                   |

| Атлетико Мадрид       | 2:0    | Монако |
| --------------------- | ------ | ------ |
| Коке 2’ · Гризман 24’ | Детаљи |        |

| Борусија Дортмунд | 0:0    | Клуб Бриж |
| ----------------- | ------ | --------- |
|                   | Детаљи |           |

| Клуб Бриж | 0:0    | Атлетико Мадрид |
| --------- | ------ | --------------- |
|           | Детаљи |                 |

| Монако | 0:2    | Борусија Дортмунд |
| ------ | ------ | ----------------- |
|        | Детаљи | Гереиро 15’, 88’  |

### Група Б
| Клуб             | БАР | ТОТ | ПСВ | ИНТ |
| ---------------- | --- | --- | --- | --- |
| Барселона        | –   | 1:1 | 4:0 | 2:0 |
| Тотенхем хотспер | 2:4 | –   | 2:1 | 1:0 |
| ПСВ Ајндховен    | 1:2 | 2:2 | –   | 1:2 |
| Интер            | 1:1 | 2:1 | 1:1 | –   |

| Табела              | ИГ | Д | Н | И | ГД | ГП | ГР | Бод. |
| ------------------- | -- | - | - | - | -- | -- | -- | ---- |
| 1. Барселона        | 6  | 4 | 2 | 0 | 14 | 5  | +9 | 14   |
| 2. Тотенхем хотспер | 6  | 2 | 2 | 2 | 9  | 10 | -1 | 8    |
| 3. Интер            | 6  | 2 | 2 | 2 | 6  | 7  | -1 | 8    |
| 4. ПСВ Ајндховен    | 6  | 0 | 2 | 4 | 6  | 13 | -7 | 2    |

| Барселона                        | 4:0    | ПСВ Ајндховен |
| -------------------------------- | ------ | ------------- |
| Меси 32’, 77’, 87’ · Дембеле 75’ | Детаљи |               |

| Интер                     | 2:1    | Тотенхем    |
| ------------------------- | ------ | ----------- |
| Икарди 86’ · Весино 90+2’ | Детаљи | Ериксен 53’ |

| Тотенхем              | 2:4    | Барселона                               |
| --------------------- | ------ | --------------------------------------- |
| Кејн 52’ · Ламела 66’ | Детаљи | Кутињо 2’ · Ракитић 28’ · Меси 56’, 90’ |

| ПСВ Ајндховен | 1:2    | Интер                      |
| ------------- | ------ | -------------------------- |
| Росарио 27’   | Детаљи | Наинголан 44’ · Икарди 60’ |

| ПСВ Ајндховен            | 2:2    | Тотенхем             |
| ------------------------ | ------ | -------------------- |
| Лозано 30’ · Де Јонг 87’ | Детаљи | Лукас 39’ · Кејн 55’ |

| Барселона             | 2:0    | Интер |
| --------------------- | ------ | ----- |
| Рафиња 32’ · Алба 83’ | Детаљи |       |

| Тотенхем      | 2:1    | ПСВ Ајндховен |
| ------------- | ------ | ------------- |
| Кејн 78’, 89’ | Детаљи | Де Јонг 2’    |

| Интер      | 1:1    | Барселона  |
| ---------- | ------ | ---------- |
| Икарди 87’ | Детаљи | Малком 83’ |

| ПСВ Ајндховен | 1:2    | Барселона           |
| ------------- | ------ | ------------------- |
| Де Јонг 83’   | Детаљи | Меси 61’ · Пике 70’ |

| Тотенхем    | 1:0    | Интер |
| ----------- | ------ | ----- |
| Ериксен 80’ | Детаљи |       |

| Барселона  | 1:1    | Тотенхем  |
| ---------- | ------ | --------- |
| Дембеле 7’ | Детаљи | Лукас 85’ |

| Интер      | 1:1    | ПСВ Ајндховен |
| ---------- | ------ | ------------- |
| Икарди 73’ | Детаљи | Лозано 13’    |

### Група Ц
| Клуб            | ПСЖ | НАП | ЛИВ | ЦЗВ |
| --------------- | --- | --- | --- | --- |
| Пари Сен Жермен | –   | 2:2 | 2:1 | 6:1 |
| Наполи          | 1:1 | –   | 1:0 | 3:1 |
| Ливерпул        | 3:2 | 1:0 | –   | 4:0 |
| Црвена звезда   | 1:4 | 0:0 | 2:0 | –   |

| Табела             | ИГ | Д | Н | И | ГД | ГП | ГР  | Бод. |
| ------------------ | -- | - | - | - | -- | -- | --- | ---- |
| 1. Пари Сен Жермен | 6  | 3 | 2 | 1 | 17 | 9  | +8  | 11   |
| 2. Ливерпул        | 6  | 3 | 0 | 3 | 8  | 6  | +2  | 9    |
| 3. Наполи          | 6  | 2 | 3 | 1 | 7  | 5  | +2  | 9    |
| 4. Црвена звезда   | 6  | 1 | 1 | 4 | 5  | 17 | -12 | 4    |

| Ливерпул                                       | 3:2    | Пари Сен Жермен        |
| ---------------------------------------------- | ------ | ---------------------- |
| Стариџ 30’ · Милнер 36’ (пен.) · Фирмино 90+2’ | Детаљи | Меније 40’ · Мбапе 83’ |

| Црвена звезда | 0:0    | Наполи |
| ------------- | ------ | ------ |
|               | Детаљи |        |

| Пари Сен Жермен                                             | 6:1    | Црвена звезда |
| ----------------------------------------------------------- | ------ | ------------- |
| Нејмар 20’, 22’, 81’ · Кавани 37’, Ди Марија 42’, Мбапе 70’ | Детаљи | Марин 74’     |

| Наполи     | 1:0    | Ливерпул |
| ---------- | ------ | -------- |
| Инсиње 90’ | Детаљи |          |

| Пари Сен Жермен                | 2:2    | Наполи                   |
| ------------------------------ | ------ | ------------------------ |
| Руи (аг) 61’ · Ди Марија 90+3’ | Детаљи | Инсиње 29’ · Мертенс 77’ |

| Ливерпул                                       | 4:0    | Црвена звезда |
| ---------------------------------------------- | ------ | ------------- |
| Фирмино 20’ · Салах 45’, 51’ (пен.) · Мане 80’ | Детаљи |               |

| Црвена звезда   | 2:0    | Ливерпул |
| --------------- | ------ | -------- |
| Павков 22’, 29’ | Детаљи |          |

| Наполи            | 1:1    | Пари Сен Жермен |
| ----------------- | ------ | --------------- |
| Инсиње 63’ (пен.) | Детаљи | Бернат 45+2’    |

| Пари Сен Жермен         | 2:1    | Ливерпул            |
| ----------------------- | ------ | ------------------- |
| Бернат 13’ · Нејмар 37’ | Детаљи | Милнер 45+1’ (пен.) |

| Наполи                        | 3:1    | Црвена звезда |
| ----------------------------- | ------ | ------------- |
| Хамшик 11’ · Мертенс 33’, 52’ | Детаљи | Бен 57’       |

| Ливерпул  | 1:0    | Наполи |
| --------- | ------ | ------ |
| Салах 34’ | Детаљи |        |

| Црвена звезда | 1:4    | Пари Сен Жермен                                      |
| ------------- | ------ | ---------------------------------------------------- |
| Гобељић 56’   | Детаљи | Кавани 10’ · Нејмар 40’ · Маркињос 74’ · Мбапе 90+2’ |

### Група Д
| Клуб              | ЛОК | ПОР | ШАЛ | ГАЛ |
| ----------------- | --- | --- | --- | --- |
| Локомотива Москва | –   | 1:3 | 0:1 | 2:0 |
| Порто             | 4:1 | –   | 3:1 | 1:0 |
| Шалке 04          | 1:0 | 1:1 | –   | 2:0 |
| Галатасарај       | 3:0 | 2:3 | 0:0 | –   |

| Табела               | ИГ | Д | Н | И | ГД | ГП | ГР | Бод. |
| -------------------- | -- | - | - | - | -- | -- | -- | ---- |
| 1. Порто             | 6  | 5 | 1 | 0 | 15 | 6  | +9 | 16   |
| 2. Шалке 04          | 6  | 3 | 2 | 1 | 6  | 4  | +2 | 11   |
| 3. Галатасарај       | 6  | 1 | 1 | 4 | 5  | 8  | -3 | 4    |
| 4. Локомотива Москва | 6  | 1 | 0 | 5 | 4  | 12 | -8 | 3    |

| Галатасарај                                    | 3:0    | Локомотива Москва |
| ---------------------------------------------- | ------ | ----------------- |
| Родригез 9’ · Дердијок 67’ · Инан 90+4’ (пен.) | Детаљи |                   |

| Шалке 04   | 1:1    | Порто             |
| ---------- | ------ | ----------------- |
| Емболо 64’ | Детаљи | Отавио 75’ (пен.) |

| Локомотива Москва | 0:1    | Шалке 04   |
| ----------------- | ------ | ---------- |
|                   | Детаљи | Макени 88’ |

| Порто      | 1:0    | Галатасарај |
| ---------- | ------ | ----------- |
| Марега 49’ | Детаљи |             |

| Локомотива Москва | 1:3    | Порто                                      |
| ----------------- | ------ | ------------------------------------------ |
| Миранчук 38’      | Детаљи | Марега 26’ (пен.) · Ерера 35’ · Корона 47’ |

| Галатасарај | 0:0    | Шалке 04 |
| ----------- | ------ | -------- |
|             | Детаљи |          |

| Порто                                             | 4:1    | Локомотива Москва |
| ------------------------------------------------- | ------ | ----------------- |
| Ерера 2’ · Марега 42’ · Корона 67’ · Отавио 90+3’ | Детаљи | Фарфан 59’        |

| Шалке 04               | 2:0    | Галатасарај |
| ---------------------- | ------ | ----------- |
| Бургшталер 4’ · Ут 57’ | Детаљи |             |

| Локомотива Москва            | 2:0    | Галатасарај |
| ---------------------------- | ------ | ----------- |
| Донк (аг) 43’ · Игњатјев 54’ | Детаљи |             |

| Порто                                   | 3:1    | Шалке 04            |
| --------------------------------------- | ------ | ------------------- |
| Милитао 52’ · Корона 55’ · Марега 90+4’ | Детаљи | Бенталеб 89’ (пен.) |

| Галатасарај                        | 2:3    | Порто                                         |
| ---------------------------------- | ------ | --------------------------------------------- |
| Фегули 45+1’ (пен.) · Дердијок 65’ | Детаљи | Фелипе 17’ · Корона 42’ (пен.) · Оливеира 57’ |

| Шалке 04   | 1:0    | Локомотива Москва |
| ---------- | ------ | ----------------- |
| Шепф 90+1’ | Детаљи |                   |

### Група Е
| Клуб          | БАЈ | БЕН | АЈА | АЕК |
| ------------- | --- | --- | --- | --- |
| Бајерн Минхен | –   | 5:1 | 1:1 | 2:0 |
| Бенфика       | 0:2 | –   | 1:1 | 1:0 |
| Ајакс         | 3:3 | 1:0 | –   | 3:0 |
| АЕК Атина     | 0:2 | 2:3 | 0:2 | –   |

| Табела           | ИГ | Д | Н | И | ГД | ГП | ГР  | Бод. |
| ---------------- | -- | - | - | - | -- | -- | --- | ---- |
| 1. Бајерн Минхен | 6  | 4 | 2 | 0 | 15 | 5  | +10 | 14   |
| 2. Ајакс         | 6  | 3 | 3 | 0 | 11 | 5  | +6  | 12   |
| 3. Бенфика       | 6  | 2 | 1 | 3 | 6  | 11 | -5  | 7    |
| 4. АЕК Атина     | 6  | 0 | 0 | 6 | 2  | 13 | -11 | 0    |

| Ајакс                              | 3:0    | АЕК Атина |
| ---------------------------------- | ------ | --------- |
| Таљафико 46’, 90’ · ван де Бек 77’ | Детаљи |           |

| Бенфика | 0:2    | Бајерн Минхен                |
| ------- | ------ | ---------------------------- |
|         | Детаљи | Левандовски 75’ · Саншес 54’ |

| Бајерн Минхен | 0:1    | Ајакс       |
| ------------- | ------ | ----------- |
| Хумелс 4’     | Детаљи | Мазрауи 22’ |

| АЕК Атина           | 2:3    | Бенфика                                  |
| ------------------- | ------ | ---------------------------------------- |
| Клонаридис 53’, 63’ | Детаљи | Сеферовић 6’ · Грималдо 15’ · Семедо 74’ |

| АЕК Атина | 0:2    | Бајерн Минхен                  |
| --------- | ------ | ------------------------------ |
|           | Детаљи | Мартинез 61’ · Левандовски 63’ |

| Ајакс         | 1:0    | Бенфика |
| ------------- | ------ | ------- |
| Мазрауи 90+2’ | Детаљи |         |

| Бајерн Минхен               | 2:0    | АЕК Атина |
| --------------------------- | ------ | --------- |
| Левандовски 31’ (пен.), 71’ | Детаљи |           |

| Бенфика   | 1:1    | Ајакс     |
| --------- | ------ | --------- |
| Жонас 29’ | Детаљи | Тадић 61’ |

| АЕК Атина | 0:2    | Ајакс                 |
| --------- | ------ | --------------------- |
|           | Детаљи | Тадић 68’ (пен.), 72’ |

| Бајерн Минхен                                      | 5:1    | Бенфика       |
| -------------------------------------------------- | ------ | ------------- |
| Робен 13’, 30’ · Левандовски 36’, 51’ · Рибери 76’ | Детаљи | Фернандез 46’ |

| Ајакс                                  | 3:3    | Бајерн Минхен                           |
| -------------------------------------- | ------ | --------------------------------------- |
| Тадић 61’, 82’ (пен.) · Таљафико 90+5’ | Детаљи | Левандовски 13’, 87’ (пен.) · Коман 90’ |

| Бенфика      | 1:0    | АЕК Атина |
| ------------ | ------ | --------- |
| Грималдо 88’ | Детаљи |           |

### Група Ф
| Клуб           | МСИ | ШАХ | ЛИОН | ХОФ |
| -------------- | --- | --- | ---- | --- |
| Манчестер Сити | –   | 6:0 | 1:2  | 2:1 |
| Шахтар         | 0:3 | –   | 1:1  | 2:2 |
| Олимпик Лион   | 2:2 | 2:2 | –    | 2:2 |
| Хофенхајм 1989 | 1:2 | 2:3 | 3:3  | –   |

| Табела            | ИГ | Д | Н | И | ГД | ГП | ГР  | Бод. |
| ----------------- | -- | - | - | - | -- | -- | --- | ---- |
| 1. Манчестер Сити | 6  | 4 | 1 | 1 | 16 | 6  | +10 | 13   |
| 2. Олимпик Лион   | 6  | 1 | 5 | 0 | 12 | 11 | +1  | 8    |
| 3. Шахтар         | 6  | 1 | 3 | 2 | 8  | 16 | -8  | 6    |
| 4. Хофенхајм 1989 | 6  | 0 | 3 | 3 | 11 | 14 | -3  | 3    |

| Шахтар                   | 2:2    | Хофенхајм 1889            |
| ------------------------ | ------ | ------------------------- |
| Исмаили 27’ · Мајкон 81’ | Детаљи | Грилич 6’ · Нордтвејт 38’ |

| Манчестер Сити | 1:2    | Олимпик Лион          |
| -------------- | ------ | --------------------- |
| Б. Силва 67’   | Детаљи | Корне 26’ · Фекир 43’ |

| Хофенхајм 1889 | 1:2    | Манчестер Сити           |
| -------------- | ------ | ------------------------ |
| Белфодил 1’    | Детаљи | Агверо 8’ · Д. Силва 87’ |

| Олимпик Лион            | 2:2    | Шахтар          |
| ----------------------- | ------ | --------------- |
| Дембеле 70’ · Дубоа 72’ | Детаљи | Мораеш 44’, 55’ |

| Хофенхајм 1889                      | 3:3    | Олимпик Лион                          |
| ----------------------------------- | ------ | ------------------------------------- |
| Крамарић 33’, 47’ · Жоелинтон 90+2’ | Детаљи | Траоре 27’ · Ндомбеле 59’ · Депај 67’ |

| Шахтар | 0:3    | Манчетер Сити                            |
| ------ | ------ | ---------------------------------------- |
|        | Детаљи | Д. Силва 30’ · Лапорт 35’ · Б. Силва 71’ |

| Олимпик Лион             | 2:2    | Хофенхајм 1889                  |
| ------------------------ | ------ | ------------------------------- |
| Фекир 19’ · Ндомбеле 28’ | Детаљи | Крамарић 65’ · Кадержабек 90+2’ |

| Манчестер Сити                                                                | 6:0    | Шахтар |
| ----------------------------------------------------------------------------- | ------ | ------ |
| Д. Силва 13’ · Жезус 24’ (пен.), 72’ (пен.), 90+2’ · Стерлинг 49’ · Марез 84’ | Детаљи |        |

| Хофенхајм 1898           | 2:3    | Шахтар                          |
| ------------------------ | ------ | ------------------------------- |
| Крамарић 17’ · Цубер 40’ | Детаљи | Исмаили 14’ · Тајсон 15’, 90+2’ |

| Олимпик Лион   | 2:2    | Манчестер Сити          |
| -------------- | ------ | ----------------------- |
| Корне 55’, 81’ | Детаљи | Лапорт 62’ · Агверо 83’ |

| Шахтар     | 1:1    | Олимпик Лион |
| ---------- | ------ | ------------ |
| Мораеш 22’ | Детаљи | Фекир 65’    |

| Манчестер Сити  | 2:1    | Хофенхајм 1889      |
| --------------- | ------ | ------------------- |
| Сане 45+1’, 61’ | Детаљи | Крамарић 16’ (пен.) |

### Група Г
| Клуб            | РМА | РОМ | ЦСКА | ВИК |
| --------------- | --- | --- | ---- | --- |
| Реал Мадрид     | –   | 3:0 | 0:3  | 2:1 |
| Рома            | 0:2 | –   | 3:0  | 5:0 |
| ЦСКА Москва     | 1:0 | 1:2 | –    | 1:2 |
| Викторија Плзењ | 0:5 | 2:1 | 2:2  | –   |

| Табела             | ИГ | Д | Н | И | ГД | ГП | ГР | Бод. |
| ------------------ | -- | - | - | - | -- | -- | -- | ---- |
| 1. Реал Мадрид     | 6  | 4 | 0 | 2 | 12 | 5  | +7 | 12   |
| 2. Рома            | 6  | 3 | 0 | 3 | 11 | 8  | +3 | 9    |
| 3. Викторија Плзењ | 6  | 2 | 1 | 3 | 7  | 16 | -9 | 7    |
| 4. ЦСКА Москва     | 6  | 2 | 1 | 3 | 8  | 9  | -1 | 7    |

| Реал Мадрид                          | 3:0    | Рома |
| ------------------------------------ | ------ | ---- |
| Иско 45’ · Бејл 58’ · Маријано 90+1’ | Детаљи |      |

| Викторија Плзен   | 2:2    | ЦСКА Москва                     |
| ----------------- | ------ | ------------------------------- |
| Крменчик 29’, 41’ | Детаљи | Чалов 49’ · Влашић 90+5’ (пен.) |

| ЦСКА Москва | 1:0    | Реал Мадрид |
| ----------- | ------ | ----------- |
| Влашић 2’   | Детаљи |             |

| Рома                                           | 5:0    | Викторија Плзен |
| ---------------------------------------------- | ------ | --------------- |
| Џеко 3’, 40’, 90+2’ · Ундер 72’ · Клојверт 73’ | Детаљи |                 |

| Рома                      | 3:0    | ЦСКА Москва |
| ------------------------- | ------ | ----------- |
| Џеко 30’, 43’ · Ундер 50’ | Детаљи |             |

| Реал Мадрид               | 2:1    | Викторија Плзен |
| ------------------------- | ------ | --------------- |
| Бензема 11’ · Марсело 55’ | Детаљи | Хрошовски 79’   |

| ЦСКА Москва   | 1:2    | Рома                            |
| ------------- | ------ | ------------------------------- |
| Сигурдсон 50’ | Детаљи | Манолас 65’ · Ло. Пелегрини 59’ |

| Викторија Плзен | 0:5    | Реал Мадрид                                           |
| --------------- | ------ | ----------------------------------------------------- |
|                 | Детаљи | Бензема 21’, 37’ · Касемиро 23’ · Бејл 40’ · Крос 67’ |

| ЦСКА Москва       | 1:2    | Викторија Плзен         |
| ----------------- | ------ | ----------------------- |
| Влашић 10’ (пен.) | Детаљи | Почазка 56’ · Хејда 81’ |

| Рома | 0:2    | Реал Мадрид           |
| ---- | ------ | --------------------- |
|      | Детаљи | Бејл 47’ · Васкез 59’ |

| Реал Мадрид | 0:3    | ЦСКА Москва                              |
| ----------- | ------ | ---------------------------------------- |
|             | Детаљи | Чалов 37’ · Шчеников 43’ · Сигурдсон 73’ |

| Викторија Плзен         | 2:1    | Рома      |
| ----------------------- | ------ | --------- |
| Коваржик 62’ · Чори 72’ | Детаљи | Ундер 68’ |

### Група Х
| Клуб               | ЈУВ | МЈУ | ВАЛ | ЈБ  |
| ------------------ | --- | --- | --- | --- |
| Јувентус           | –   | 1:2 | 1:0 | 3:0 |
| Манчестер јунајтед | 0:1 | –   | 0:0 | 1:0 |
| Валенсија          | 1:2 | 2:1 | –   | 3:1 |
| Јанг бојс          | 2:1 | 0:3 | 1:1 | –   |

| Табела                | ИГ | Д | Н | И | ГД | ГП | ГР | Бод. |
| --------------------- | -- | - | - | - | -- | -- | -- | ---- |
| 1. Јувентус           | 6  | 4 | 0 | 2 | 9  | 4  | +5 | 12   |
| 2. Манчестер јунајтед | 6  | 3 | 1 | 2 | 7  | 4  | +3 | 10   |
| 3. Валенсија          | 6  | 2 | 2 | 2 | 6  | 6  | 0  | 8    |
| 4. Јанг бојс          | 6  | 1 | 1 | 4 | 4  | 12 | -8 | 4    |

| Јанг Бојс | 0:3    | Манчестер јунајтед                   |
| --------- | ------ | ------------------------------------ |
|           | Детаљи | Погба 35’, 44’ (пен.) · Марсијал 66’ |

| Валенсија | 0:2    | Јувентус                      |
| --------- | ------ | ----------------------------- |
|           | Детаљи | Пјанић 45’ (пен.), 51’ (пен.) |

| Јувентус            | 3:0    | Јанг Бојс |
| ------------------- | ------ | --------- |
| Дибала 5’, 33’, 69’ | Детаљи |           |

| Манчестер јунајтед | 0:0    | Валенсија |
| ------------------ | ------ | --------- |
|                    | Детаљи |           |

| Јанг Бојс       | 1:1    | Валенсија    |
| --------------- | ------ | ------------ |
| Оаро 55’ (пен.) | Детаљи | Батшуаји 26’ |

| Манчестер јунајтед | 0:1    | Јувентус   |
| ------------------ | ------ | ---------- |
|                    | Детаљи | Дибала 17’ |

| Валенсија                 | 3:1    | Јанг Бојс |
| ------------------------- | ------ | --------- |
| Мина 14’, 42’ · Солер 56’ | Детаљи | Асале 37’ |

| Јувентус    | 1:2    | Манчестер јунајтед         |
| ----------- | ------ | -------------------------- |
| Роналдо 65’ | Детаљи | Мата 86’ · Бонући (аг) 90’ |

| Манчестер јунајтед | 1:0    | Јанг Бојс |
| ------------------ | ------ | --------- |
| Фелаини 90+1’      | Детаљи |           |

| Јувентус     | 1:0    | Валенсија |
| ------------ | ------ | --------- |
| Манџукић 59’ | Детаљи |           |

| Јанг Бојс            | 2:1    | Јувентус   |
| -------------------- | ------ | ---------- |
| Оаро 37’ (пен.), 68’ | Детаљи | Дибала 37’ |

| Валенсија                  | 2:1    | Манчестер јунајтед |
| -------------------------- | ------ | ------------------ |
| Солер 17’ · Џоунс (аг) 47’ | Детаљи | Рашфорд 87’        |

## Листа стрелаца
| Поз. | Име и презиме      | Клуб              | Голова |
| ---- | ------------------ | ----------------- | ------ |
| 1    | Роберт Левандовски | Бајерн Минхен     | 8      |
| 2    | Лионел Меси        | Барселона         | 6      |
| 3    | Нејмар             | Пари Сен Жермен   | 5      |
| 3    | Муса Марега        | Порто             | 5      |
| 3    | Душан Тадић        | Ајакс             | 5      |
| 3    | Андреј Крамарић    | Хофенхајм 1889    | 5      |
| 3    | Един Џеко          | Рома              | 5      |
| 3    | Пауло Дибала       | Јувентус          | 5      |
| 4    | Антоан Гризман     | Атлетико Мадрид   | 4      |
| 4    | Мауро Икарди       | Интер             | 4      |
| 4    | Рафаел Гереиро     | Борусија Дортмунд | 4      |